# Maximino Ávila Camacho
Maximino Ávila Camacho (Teziutlán, 1891 - Puebla, 17 februari 1945) was een Mexicaans politicus en militair. Hij stond bekend als uiterst onbehouwen en grof, en werd gezien als de verpersoonlijking van het machismo bij uitstek. Maximino Ávila Camacho was de broer van Manuel Ávila Camacho, die van 1940 tot 1946 president van Mexico was.
In 1914 voegde hij zich aan de zijde van Venustiano Carranza bij de Mexicaanse Revolutie In de jaren '20 bevocht hij in Jalisco en Colima de cristeros. Hij klom op tot brigadegeneraal in 1929 en tot divisiegeneraal in 1940. Ook had hij baantjes als onder andere postbezorger, rancher en cowboy, waarmee hij een grote rijkdom vergaarde. Zijn kapitaal werd op twee tot drie miljoen peso geschat.
In 1935 werd hij militair bevelhebber in Puebla, waarmee hij begon met het uitbouwen van een machtsbasis. In 1937 werd hij tot gouverneur van die staat gekozen. Tijdens zijn termijn verrijkte hij zich ten koste van de staatskas. De macht concentreerde zich in toenemende mate tot een groepje vertrouwelingen, die ongeveer dertig jaar lang Puebla zouden beheersen. Onder hen waren zijn broer Ráfael Ávila Camacho, de Amerikaanse zakenman William O. Jenkins en de latere president Gustavo Díaz Ordaz. Ook had hij een goede verstandhouding met enkele hooggeplaatste Japanners, wat erg gevoelig werd toen Mexico zich in 1942 bij de geallieerden aansloot. Hij schuwde weinig middelen om zijn macht te behouden en huurde gangsters in om zich van zijn politieke tegenstanders te ontdoen. Hij volgde een conservatieve koers. Hij had goede banden met de rooms-Katholieke kerk en maakte een einde aan het socialistische onderwijs. Niets in Puebla gebeurde buiten zijn toestemming om. Hoewel zijn politieke ideeën weinig overeenkwamen met die van president Lázaro Cárdenas, tolereerde deze hem toch. In 1941 trad hij terug als gouverneur, nadat een van zijn vertrouwelingen tot opvolger werd gekozen.
Maximino Ávila Camacho was de oudste broer van Manuel Ávila Camacho, die van 1940 tot 1946 president van Mexico was. Maximino Ávila Camacho was op alle punten de tegenpool van zijn broer Manuel. Waar de president bekendstond als bescheiden, kalm en vroom, stond Maximino bekend als arrogant, gewelddadig en losbandig. Hij raakte vaak betrokken in vechtpartijen en had tal van relaties met vrouwen, bij wie hij elf buitenechtelijke kinderen verwekte. Onder het presidentschap van zijn broer ontpopte zich als de leider van de rechtervleugel van de Institutioneel Revolutionaire Partij (PRI). Op een dag in 1941 drong hij gewapend met een pistool het ministerie van communicatie en publieke werken binnen en gooide minister Jesús de la Garza zijn ministerie uit. Vervolgens telefoneerde hij zijn broer om hem op de hoogte te stellen van de ministerswissel in diens regering.
Tegen het einde van Manuels termijn als president gaf Maximino te kennen dat hij als broer de enige rechtmatige opvolger was, terwijl de PRI Miguel Alemán als presidentskandidaat naar voren wilde schuiven. De verstandhouding tussen Maximino en Alemán was erg slecht, als sinds beiden gouverneur waren (toen Ávila Camacho gouverneur was van Puebla was Alemán gouverneur van deelstaat Veracruz). Maximino dreigde Alemán te vermoorden wanneer deze tot kandidaat zou zijn gekozen. Voor het zover kon komen overleed hij echter. Sommigen beschuldigden Alemán ervan Ávila Camacho vergiftigd te hebben, maar daar is nooit overtuigend bewijs voor geleverd.
Het contrast tussen Maximino werd als symbolisch voor het Mexico van de jaren 40 gezien. Dit was immers de tijd waarin de Mexicaanse Revolutie definitief was geëindigd, en het land voortaan weer zou worden bestuurd door deugdzame, fatsoenlijke politici, in plaats van machista vechtersbazen.
Citlalli Ibáñez Camacho, kleindochter van een van zijn vele buitenechtelijke kinderen is tegenwoordig een politica voor de Partij van de Democratische Revolutie (PRD).
- Gemeinsame Normdatei: 142354392
- International Standard Name Identifier: 0000 0000 8206 047X
- Library of Congress Control Number: no96031959
- SNAC: w67m2dcv
- Système universitaire de documentation: 145944476
- Virtual International Authority File: 21736738
- WorldCat: E39PBJcC4pK8qtTyBqGftJJCcP